# Rage (zespół muzyczny)
Rage (ang "wściekłość") – niemiecki zespół metalowy założony w 1983 roku jako "Avenger" po wydaniu płyty Prayers of Steel zmienił nazwę na "Rage". Grupa występowała m.in. z Running Wild, U.D.O., Motörhead, Primal Fear, Helloween i Saxon. Duża część utworów grupy opiera się na thrash metalowych riffach, melodyjnych refrenach i charakterystycznym, niskim głosem lidera grupy, Petera Wagnera.

## Muzycy

### Obecny skład
- Peter "Peavy" Wagner – wokal prowadzący, gitara basowa (1983 – dziś)
- Marcos Rodriguez – gitary, wokal wspierający (2015 – dziś)
- Vassilios "Lucky" Maniatopoulos – perkusja (2015 – dziś)

### Byli członkowie zespołu
- Alf Meyerratken – gitara (1984)
- Thomas Grüning – gitara (1985 – 1986)
- Jochen Schröder – gitara (1984 – 1987)
- Jörg Michael – perkusja (1984 – 1987)
- Rudy Graf – perkusja (1987)
- Manni Schmidt – gitara (1987 – 1994)
- Chris Efthimiadis – perkusja (1987 – 1999)
- Spiros Efthimiadis – gitara (1994 – 1999)
- Sven Fischer – gitara (1993 – 1999)
- Victor Smolski – gitara, klawisze (1999 – 2015)
- Mike Terrana – perkusja (1999 – 2007)
- André Hilgers – perkusja (2007 – 2015)

### Muzycy koncertowi
- Tomáš "Thomas" Kuchta – gitara elektryczna (2009 – 2010)

## Dyskografia
| 1985                           | Prayers of Steel (jako Avenger) - Data: 1 maja 1985 - Wydawca: Wishbone Records | –  | –  | –  | –  | —   |
| 1986                           | Reign of Fear - Data: 12 maja 1986 - Wydawca: Noise Records                     | –  | –  | –  | –  | —   |
| 1987                           | Execution Guaranteed - Data: 11 maja 1987 - Wydawca: Noise Records              | –  | –  | –  | –  | —   |
| 1988                           | Perfect Man - Data: 6 czerwca 1988 - Wydawca: Noise Records                     | –  | –  | –  | –  | —   |
| 1989                           | Secrets in a Weird World - Data: 25 sierpnia 1989 - Wydawca: Noise Records      | –  | –  | –  | –  | —   |
| 1990                           | Reflections of a Shadow - Data: 4 grudnia 1990 - Wydawca: Noise Records         | –  | 87 | –  | –  | —   |
| 1992                           | Trapped! - Data: 1 sierpnia 1992 - Wydawca: Noise Records                       | –  | 33 | –  | –  | —   |
| 1993                           | The Missing Link - Data: 1 sierpnia 1993 - Wydawca: Noise Records               | –  | 32 | –  | –  | —   |
| 1994                           | 10 Years in Rage - Data: 28 września 1994 - Wydawca: Noise Records              | –  | 50 | –  | –  | —   |
| 1995                           | Black in Mind - Data: 22 maja 1995 - Wydawca: GUN Records                       | 83 | 23 | –  | –  | —   |
| 1996                           | Lingua Mortis - Data: 15 kwietnia 1996 - Wydawca: GUN Records                   | –  | 88 | –  | –  | —   |
| 1996                           | End of All Days - Data: 9 września 1996 - Wydawca: GUN Records                  | 75 | 41 | –  | –  | —   |
| 1998                           | XIII - Data: 23 marca 1998 - Wydawca: GUN Records                               | 21 | 78 | –  | –  | —   |
| 1999                           | Ghosts - Data: 4 października 1999 - Wydawca: GUN Records                       | 31 | 70 | –  | –  | —   |
| 2001                           | Welcome to the Other Side - Data: 26 lutego 2001 - Wydawca: GUN Records         | 38 | 70 | –  | –  | —   |
| 2002                           | Unity - Data: 12 maja 2002 - Wydawca: SPV GmbH                                  | 46 | 96 | –  | –  | —   |
| 2003                           | Soundchaser - Data: 7 października 2003 - Wydawca: Steamhammer                  | 54 | 76 | –  | –  | —   |
| 2006                           | Speak of the Dead - Data: 24 marca 2006 - Wydawca: Nuclear Blast                | 58 | 94 | –  | –  | —   |
| 2008                           | Carved in Stone - Data: 22 lutego 2008 - Wydawca: Nuclear Blast                 | 24 | 74 | 92 | 63 | —   |
| 2010                           | String to a Web - Data: 5 lutego 2010 - Wydawca: Nuclear Blast                  | 27 | 82 | 80 | –  | 175 |
| 2012                           | 21 - Data: 24 lutego 2012 - Wydawca: Nuclear Blast                              | 27 | 81 | 52 | 62 | 150 |
| 2016                           | The Devil Strikes Again - Data: 10 czerwca 2016 - Wydawca: Nuclear Blast        |    |    |    |    |     |
| 2017                           | Seasons of the Black - Data: 28 lipca 2017 - Wydawca: Nuclear Blast             |    |    |    |    |     |
| 2020                           | Wings of Rage - Data: 10 stycznia 2020 - Wydawca: Nuclear Blast                 |    |    |    |    |     |
| "—" pozycja nie była notowana. |                                                                                 |    |    |    |    |     |

| Rok  | Tytuł                                      |
| ---- | ------------------------------------------ |
| 2004 | From the Cradle to the Stage – Live        |
| 2007 | Full Moon in St.Petersburg – Live          |
| 2020 | Live in Poland - February 16th 2016 Warsaw |

| Rok  | Tytuł                            |
| ---- | -------------------------------- |
| 1985 | Depraved to Black (jako Avenger) |
| 1989 | Invisible Horizons               |
| 1991 | Extended Power                   |
| 1992 | Beyond the Wall                  |
| 1994 | Refuge                           |
| 1996 | Higher Than the Sky              |
| 1997 | Live From the Vault              |
| 1998 | In Vain – Rage in Acoustic       |
| 2009 | Gib dich nie auf / Never Give Up |
| 2016 | My Way                           |
| 2022 | Spreading the Plague             |

| Rok  | Tytuł                        |
| ---- | ---------------------------- |
| 1989 | Invisible Horizons           |
| 1993 | The Missing Link             |
| 1995 | The Crawling Chaos           |
| 1998 | From the Cradle to the Grave |
| 1998 | In Vain                      |

| Rok  | Tytuł                           |
| ---- | ------------------------------- |
| 1998 | The Best From the Noise Years   |
| 2001 | Best of Rage – All G.U.N. Years |
| 2002 | The Classic Collection (BOX)    |
| 2002 | The Dark Side                   |
| 2014 | The Soundchaser Archives        |

## [28]Wideografia
| 1993                           | Power of Metal (VHS; split z Gamma Ray, Conception, Helicon) - Data: 1993 - Wydawca: Noise Records        | –   | —  |
| 1994                           | The Video Link (VHS) - Data: 21 stycznia 1994 - Wydawca: Noise Records                                    | –   | —  |
| 2001                           | Metal Meets Classic Live (DVD) - Data: 19 listopada 2001 - Wydawca: Sony Music Entertainment Germany GmbH | –   | —  |
| 2003                           | The Video Link (DVD) - Data: 3 lutego 2003 - Wydawca: Sanctuary Records                                   | –   | —  |
| 2004                           | From the Cradle to the Stage: 20th Anniversary (DVD) - Data: 15 listopada 2004 - Wydawca: Steamhammer     | 239 | 11 |
| 2007                           | Full Moon in St.Petersburg – Live (DVD) - Data: 23 lutego 2007 - Wydawca: Nuclear Blast                   | 227 | —  |
| "—" pozycja nie była notowana. | |     |    |